# Liste des matchs de l'équipe d'Arménie de football par adversaire
Cette liste présente les matchs de l'équipe d'Arménie de football, depuis son premier match le  14 octobre 1992 contre la Moldavie, par adversaire rencontré. Lorsqu'une rivalité footballistique particulière existe entre l'Arménie et un autre pays, une page spécifique est parfois proposée.
- Haut – A
- B
- C
- D
- E
- F
- G
- H
- I
- J
- K
- L
- M
- N
- O
- P
- Q
- R
- S
- T
- U
- V
- W
- X
- Y
- Z

## A

### Albanie

#### Confrontations
Confrontations entre l'Albanie et l'Arménie :
| Date             | Lieu            | Match             | Score | Compétition                                |
| 9 novembre 1996  | Tirana Albanie  | Albanie - Arménie | 1-1   | Qualifications pour la Coupe du monde 1998 |
| 6 septembre 1997 | Erevan Arménie  | Arménie - Albanie | 3-0   | Qualifications pour la Coupe du monde 1998 |
| 14 août 2013     | Tirana Albanie  | Albanie - Arménie | 2-0   | Match amical                               |
| 29 mars 2015     | Elbasan Albanie | Albanie - Arménie | 2-1   | Éliminatoires du championnat d'Europe 2016 |

#### Bilan
| Rang | Équipe  | Pts | J | G | N | P | Bp | Bc | Diff |
| ---- | ------- | --- | - | - | - | - | -- | -- | ---- |
| 1    | Albanie | 7   | 4 | 2 | 1 | 1 | 5  | 5  | 0    |
| 2    | Arménie | 4   | 4 | 1 | 1 | 2 | 5  | 5  | 0    |

### Algérie
Confrontations entre l'équipe d'Algérie de football et l'Équipe d'Arménie de football en matchs officiels :
| Date        | Lieu        | Match             | Score | Compétition  |
| 31 mai 2014 | Sion Suisse | Algérie - Arménie | 3-1   | Match amical |

Bilan
- Total de matchs disputés : 1
- Victoires de l'équipe d'Arménie : 0
- Victoires de l'équipe d'Algérie : 1
- Matchs nuls :0

### Allemagne

#### Confrontations
Confrontations entre l'Allemagne et l'Arménie :
| Date              | Lieu               | Match               | Score | Compétition                                |
| 9 octobre 1996    | Erevan Arménie     | Arménie - Allemagne | 1-5   | Qualifications pour la Coupe du monde 1998 |
| 10 septembre 1996 | Dortmund Allemagne | Allemagne - Arménie | 4-0   | Qualifications pour la Coupe du monde 1998 |

#### Bilan
| Rang | Équipe    | Pts | J | G | N | P | Bp | Bc | Diff |
| ---- | --------- | --- | - | - | - | - | -- | -- | ---- |
| 1    | Allemagne | 6   | 2 | 2 | 0 | 0 | 9  | 1  | +8   |
| 2    | Arménie   | 0   | 2 | 0 | 0 | 2 | 1  | 9  | -8   |

### Andorre

#### Confrontations
Confrontations entre l'Andorre et l'Arménie :
| Date             | Lieu                       | Match             | Score | Compétition                                |
| 5 septembre 1998 | Erevan Arménie             | Arménie - Andorre | 3-1   | Qualifications pour l'Euro 2000            |
| 9 octobre 1999   | Andorre-la-Vieille Andorre | Andorre - Arménie | 0-3   | Qualifications pour l'Euro 2000            |
| 7 juin 2002      | Andorre-la-Vieille Andorre | Andorre - Arménie | 0-2   | Match amical                               |
| 26 mars 2005     | Erevan Arménie             | Arménie - Andorre | 2-1   | Qualifications pour la Coupe du monde 2006 |
| 12 octobre 2005  | Andorre-la-Vieille Andorre | Andorre - Arménie | 0-3   | Qualifications pour la Coupe du monde 2006 |
| 7 février 2007   | Andorre-la-Vieille Andorre | Andorre - Arménie | 0-0   | Match amical                               |
| 12 octobre 2010  | Erevan Arménie             | Arménie - Andorre | 4-0   | Qualifications pour l'Euro 2012            |
| 2 septembre 2011 | Andorre-la-Vieille Andorre | Andorre - Arménie | 0-3   | Qualifications pour l'Euro 2012            |

#### Bilan
| Rang | Équipe  | Pts | J | G | N | P | Bp | Bc | Diff |
| ---- | ------- | --- | - | - | - | - | -- | -- | ---- |
| 1    | Arménie | 22  | 8 | 7 | 1 | 0 | 20 | 2  | +18  |
| 2    | Andorre | 1   | 8 | 0 | 1 | 7 | 2  | 20 | -18  |

## B

### Belgique

#### Confrontations
Confrontations entre la Belgique et l'Arménie :
| Date             | Lieu               | Match              | Score | Compétition                                |
| 7 septembre 1994 | Bruxelles Belgique | Belgique - Arménie | 2-0   | Qualifications pour l'Euro 1996            |
| 7 octobre 1995   | Erevan Arménie     | Arménie - Belgique | 0-2   | Qualifications pour l'Euro 1996            |
| 6 septembre 2006 | Erevan Arménie     | Arménie - Belgique | 0-1   | Qualifications pour l'Euro 2008            |
| 17 octobre 2007  | Bruxelles Belgique | Belgique - Arménie | 3-0   | Qualifications pour l'Euro 2008            |
| 11 octobre 2008  | Bruxelles Belgique | Belgique - Arménie | 2-0   | Qualifications pour la Coupe du monde 2010 |
| 9 novembre 2009  | Erevan Arménie     | Arménie - Belgique | 2-1   | Qualifications pour la Coupe du monde 2010 |

#### Bilan
| Rang | Équipe   | Pts | J | G | N | P | Bp | Bc | Diff |
| ---- | -------- | --- | - | - | - | - | -- | -- | ---- |
| 1    | Belgique | 15  | 6 | 5 | 0 | 1 | 11 | 2  | +9   |
| 2    | Arménie  | 3   | 6 | 1 | 0 | 5 | 2  | 11 | -9   |

### Biélorussie

#### Confrontations
Confrontations entre la Biélorussie et l'Arménie :
| Date           | Lieu              | Match                 | Score | Compétition                                |
| 7 octobre 2000 | Minsk Biélorussie | Biélorussie - Arménie | 2-1   | Qualifications pour la Coupe du monde 2002 |
| 2 juin 2001    | Erevan Arménie    | Arménie - Biélorussie | 0-0   | Qualifications pour la Coupe du monde 2002 |
| 4 février 2008 | Ta' Qali Malte    | Biélorussie - Arménie | 1-2   | Match amical, Tournoi de Malte             |
| 3 mars 2010    | Antalya Turquie   | Arménie - Biélorussie | 1-3   | Match amical                               |
| 15 août 2012   | Erevan Arménie    | Arménie - Biélorussie | 1-2   | Match amical                               |

#### Bilan
| Rang | Équipe      | Pts | J | G | N | P | Bp | Bc | Diff |
| ---- | ----------- | --- | - | - | - | - | -- | -- | ---- |
| 1    | Biélorussie | 10  | 5 | 3 | 1 | 1 | 8  | 5  | +3   |
| 2    | Arménie     | 4   | 5 | 1 | 1 | 3 | 5  | 8  | -3   |

### Bosnie-Herzégovine

#### Confrontations
Confrontations entre la Bosnie-Herzégovine et l'Arménie :
| Date             | Lieu                      | Match                        | Score | Compétition                                |
| 15 octobre 2008  | Zenica Bosnie-Herzégovine | Bosnie-Herzégovine - Arménie | 4-1   | Qualifications pour la Coupe du monde 2010 |
| 5 septembre 2009 | Erevan Arménie            | Arménie - Bosnie-Herzégovine | 0-2   | Qualifications pour la Coupe du monde 2010 |

#### Bilan
| Rang | Équipe             | Pts | J | G | N | P | Bp | Bc | Diff |
| ---- | ------------------ | --- | - | - | - | - | -- | -- | ---- |
| 1    | Bosnie-Herzégovine | 6   | 2 | 2 | 0 | 0 | 6  | 1  | +5   |
| 2    | Arménie            | 0   | 2 | 0 | 0 | 2 | 1  | 6  | -5   |

### Bulgarie

#### Confrontations
Confrontations entre la Bulgarie et l'Arménie :
| Date              | Lieu           | Match              | Score | Compétition                                |
| 11 septembre 2012 | Sofia Bulgarie | Bulgarie - Arménie | 1-0   | Qualifications pour la Coupe du monde 2014 |
| 11 octobre 2013   | Erevan Arménie | Arménie - Bulgarie | 2-1   | Qualifications pour la Coupe du monde 2014 |

#### Bilan
| Rang  | Équipe   | Pts | J | G | N | P | Bp | Bc | Diff |
| ----- | -------- | --- | - | - | - | - | -- | -- | ---- |
| 1     | Arménie  | 3   | 2 | 1 | 0 | 1 | 2  | 2  | 0    |
| 1 ex. | Bulgarie | 3   | 2 | 1 | 0 | 1 | 2  | 2  | 0    |

## C

### Canada

#### Confrontations
Confrontations entre le Canada et l'Arménie :
| Date            | Lieu            | Match            | Score | Compétition                     |
| 29 février 2012 | Limassol Chypre | Arménie - Canada | 3-1   | Match amical, Tournoi de Chypre |

#### Bilan
| Rang | Équipe  | Pts | J | G | N | P | Bp | Bc | Diff |
| ---- | ------- | --- | - | - | - | - | -- | -- | ---- |
| 1    | Arménie | 3   | 1 | 1 | 0 | 0 | 3  | 1  | +2   |
| 2    | Canada  | 0   | 1 | 0 | 0 | 1 | 1  | 3  | -2   |

### Chili

#### Confrontations
Confrontations entre le Chili et l'Arménie :
| Date           | Lieu               | Match           | Score | Compétition  |
| 4 janvier 1997 | Viña del Mar Chili | Chili - Arménie | 7-0   | Match amical |

#### Bilan
| Rang | Équipe  | Pts | J | G | N | P | Bp | Bc | Diff |
| ---- | ------- | --- | - | - | - | - | -- | -- | ---- |
| 1    | Chili   | 3   | 1 | 1 | 0 | 0 | 7  | 0  | +7   |
| 2    | Arménie | 0   | 1 | 0 | 0 | 1 | 0  | 7  | -7   |

### Chypre

#### Confrontations
Confrontations entre Chypre et l'Arménie :
| Date             | Lieu            | Match            | Score | Compétition                     |
| 8 octobre 1994   | Erevan Arménie  | Arménie - Chypre | 0-0   | Qualifications pour l'Euro 1996 |
| 16 novembre 1994 | Limassol Chypre | Chypre - Arménie | 2-0   | Qualifications pour l'Euro 1996 |
| 4 février 2000   | Nicosie Chypre  | Chypre - Arménie | 3-2   | Match amical, Tournoi de Chypre |
| 1er mars 2006    | Limassol Chypre | Chypre - Arménie | 2-0   | Match amical, Tournoi de Chypre |
| 8 septembre 2007 | Larnaca Chypre  | Chypre - Arménie | 3-1   | Match amical                    |

#### Bilan
| Rang | Équipe  | Pts | J | G | N | P | Bp | Bc | Diff |
| ---- | ------- | --- | - | - | - | - | -- | -- | ---- |
| 1    | Chypre  | 13  | 5 | 4 | 1 | 0 | 10 | 3  | +7   |
| 2    | Arménie | 1   | 5 | 0 | 1 | 4 | 3  | 10 | -7   |

## D

### Danemark

#### Confrontations
Confrontations entre le Danemark et l'Arménie :
| Date              | Lieu                | Match              | Score | Compétition                                |
| 16 août 1995      | Erevan Arménie      | Arménie - Danemark | 0-2   | Qualifications pour l'Euro 1996            |
| 15 novembre 1995  | Copenhague Danemark | Danemark - Arménie | 3-1   | Qualifications pour l'Euro 1996            |
| 11 juin 2013      | Copenhague Danemark | Danemark - Arménie | 0-4   | Qualifications pour la Coupe du monde 2014 |
| 10 septembre 2013 | Erevan Arménie      | Arménie - Danemark | 0-1   | Qualifications pour la Coupe du monde 2014 |

#### Bilan
| Rang | Équipe   | Pts | J | G | N | P | Bp | Bc | Diff |
| ---- | -------- | --- | - | - | - | - | -- | -- | ---- |
| 1    | Danemark | 9   | 4 | 3 | 0 | 1 | 6  | 5  | +1   |
| 2    | Arménie  | 3   | 4 | 1 | 0 | 3 | 5  | 6  | -1   |

## E

### Émirats arabes unis

#### Confrontations
Confrontations entre les Émirats arabes unis et l'Arménie :
|   | Date        | Lieu    | Match                         | Score | Compétition  |
| - | ----------- | ------- | ----------------------------- | ----- | ------------ |
| 1 | 27 mai 2014 | Carouge | Émirats arabes unis - Arménie | 3-4   | Match amical |

#### Bilan
Au 12 avril 2019 :
- Total de matchs disputés : 1
- Victoires des Émirats arabes unis : 0
- Match nul : 0
- Victoires de l'Arménie : 1
- Total de buts marqués par les Émirats arabes unis : 3
- Total de buts marqués par l'Arménie : 4

### Équateur

#### Confrontations
Confrontations entre l'Équateur et l'Arménie :
| Date         | Lieu                | Match              | Score | Compétition  |
| 30 juin 1996 | Portoviejo Équateur | Équateur - Arménie | 3-0   | Match amical |

#### Bilan
| Rang | Équipe   | Pts | J | G | N | P | Bp | Bc | Diff |
| ---- | -------- | --- | - | - | - | - | -- | -- | ---- |
| 1    | Équateur | 3   | 1 | 1 | 0 | 0 | 3  | 0  | +3   |
| 2    | Arménie  | 0   | 1 | 0 | 0 | 1 | 0  | 3  | -3   |

### Espagne

#### Confrontations
Confrontations entre l'Espagne et l'Arménie :
| Date              | Lieu             | Match             | Score | Compétition                                |
| 26 avril 1995     | Erevan Arménie   | Arménie - Espagne | 0-2   | Qualifications pour l'Euro 1996            |
| 7 juin 1995       | Séville Espagne  | Espagne - Arménie | 1-0   | Qualifications pour l'Euro 1996            |
| 2 avril 2003      | Leon Espagne     | Espagne - Arménie | 3-0   | Qualifications pour l'Euro 2004            |
| 11 octobre 2003   | Erevan Arménie   | Arménie - Espagne | 0-4   | Qualifications pour l'Euro 2004            |
| 10 septembre 2008 | Albacete Espagne | Espagne - Arménie | 4-0   | Qualifications pour la Coupe du monde 2010 |
| 10 octobre 2009   | Erevan Arménie   | Arménie - Espagne | 1-2   | Qualifications pour la Coupe du monde 2010 |

#### Bilan
| Rang | Équipe  | Pts | J | G | N | P | Bp | Bc | Diff |
| ---- | ------- | --- | - | - | - | - | -- | -- | ---- |
| 1    | Espagne | 18  | 6 | 6 | 0 | 0 | 16 | 1  | +15  |
| 2    | Arménie | 0   | 6 | 0 | 0 | 6 | 1  | 16 | -15  |

### Estonie

#### Confrontations
Confrontations entre l'Estonie et l'Arménie :
| Date             | Lieu            | Match             | Score | Compétition                                |
| 21 novembre 1998 | Abovian Arménie | Arménie - Estonie | 2-1   | Match amical                               |
| 18 août 1999     | Pärnu Estonie   | Estonie - Arménie | 2-0   | Match amical                               |
| 28 mars 2009     | Erevan Arménie  | Arménie - Estonie | 2-2   | Qualifications pour la Coupe du monde 2010 |
| 1er mai 2009     | Tallinn Estonie | Estonie - Arménie | 1-0   | Qualifications pour la Coupe du monde 2010 |

#### Bilan
| Rang | Équipe  | Pts | J | G | N | P | Bp | Bc | Diff |
| ---- | ------- | --- | - | - | - | - | -- | -- | ---- |
| 1    | Estonie | 7   | 4 | 2 | 1 | 1 | 6  | 4  | +2   |
| 2    | Arménie | 4   | 4 | 1 | 1 | 2 | 4  | 6  | -2   |

### États-Unis

#### Confrontations
Confrontations entre les États-Unis et l'Arménie :
| Date        | Lieu                 | Match                | Score | Compétition  |
| 15 mai 1994 | Fullerton États-Unis | États-Unis - Arménie | 1-0   | Match amical |

#### Bilan
| Rang | Équipe     | Pts | J | G | N | P | Bp | Bc | Diff |
| ---- | ---------- | --- | - | - | - | - | -- | -- | ---- |
| 1    | États-Unis | 3   | 1 | 1 | 0 | 0 | 1  | 0  | +1   |
| 2    | Arménie    | 0   | 1 | 0 | 0 | 1 | 0  | 1  | -1   |

## F

### Finlande

#### Confrontations
Confrontations entre la Finlande et l'Arménie :
| Date             | Lieu              | Match              | Score | Compétition                                |
| 8 septembre 2004 | Erevan Arménie    | Arménie - Finlande | 0-2   | Qualifications pour la Coupe du monde 2006 |
| 9 octobre 2004   | Tampere Finlande  | Finlande - Arménie | 3-1   | Qualifications pour la Coupe du monde 2006 |
| 7 octobre 2006   | Erevan Arménie    | Arménie - Finlande | 0-0   | Qualifications pour l'Euro 2008            |
| 15 novembre 2006 | Helsinki Finlande | Finlande - Arménie | 1-0   | Qualifications pour l'Euro 2008            |
| 26 mars 2019     | Erevan Arménie    | Arménie - Finlande | 0-2   | Qualifications pour l'Euro 2020            |
| 15 octobre 2019  | Turku Finlande    | Finlande - Arménie | 3-0   | Qualifications pour l'Euro 2020            |

#### Bilan
| Rang | Équipe   | Pts | J | G | N | P | Bp | Bc | Diff |
| ---- | -------- | --- | - | - | - | - | -- | -- | ---- |
| 1    | Finlande | 16  | 6 | 5 | 1 | 0 | 11 | 1  | +10  |
| 2    | Arménie  | 1   | 6 | 0 | 1 | 5 | 1  | 11 | -10  |

### France

#### Confrontations
Confrontations entre la France et l'Arménie :
| Date             | Lieu               | Match            | Score | Compétition                     |
| 5 juin 1996      | Lille France       | France - Arménie | 2-0   | Match amical                    |
| 31 mars 1999     | Saint-Denis France | France - Arménie | 2-0   | Qualifications pour l'Euro 2000 |
| 8 septembre 1999 | Erevan Arménie     | Arménie - France | 2-3   | Qualifications pour l'Euro 2000 |
| 8 octobre 2015   | Nice France        | France - Arménie | 4-0   | Match amical                    |

#### Bilan
| Rang | Équipe  | Pts | J | G | N | P | Bp | Bc | Diff |
| ---- | ------- | --- | - | - | - | - | -- | -- | ---- |
| 1    | France  | 12  | 4 | 4 | 0 | 0 | 11 | 2  | +9   |
| 2    | Arménie | 0   | 4 | 0 | 0 | 4 | 2  | 11 | -9   |

## G

### Géorgie

#### Confrontations
Confrontations entre la Géorgie et l'Arménie :
| Date            | Lieu             | Match             | Score | Compétition                     |
| 30 mars 1997    | Tbilissi Géorgie | Géorgie - Arménie | 7-0   | Match amical                    |
| 6 février 2000  | Limassol Chypre  | Arménie - Géorgie | 1-2   | Match amical, Tournoi de Chypre |
| 26 avril 2000   | Erevan Arménie   | Arménie - Géorgie | 0-0   | Match amical                    |
| 21 février 2004 | Nicosie Chypre   | Arménie - Géorgie | 2-0   | Match amical, Tournoi de Chypre |
| 9 février 2011  | Limassol Chypre  | Arménie - Géorgie | 1-2   | Match amical                    |

#### Bilan
| Rang | Équipe  | Pts | J | G | N | P | Bp | Bc | Diff |
| ---- | ------- | --- | - | - | - | - | -- | -- | ---- |
| 1    | Géorgie | 10  | 5 | 3 | 1 | 1 | 11 | 4  | +7   |
| 2    | Arménie | 4   | 5 | 1 | 1 | 3 | 4  | 11 | -7   |

### Grèce

#### Confrontations
Confrontations entre la Grèce et l'Arménie :
| Date             | Lieu                            | Match           | Score | Compétition                     |
| 16 octobre 2002  | Athènes Grèce                   | Grèce - Arménie | 2-0   | Qualifications pour l'Euro 2004 |
| 6 septembre 2003 | Erevan Arménie                  | Arménie - Grèce | 0-1   | Qualifications pour l'Euro 2004 |
| 1er juin 2008    | Offenbach-sur-le-Main Allemagne | Arménie - Grèce | 0-0   | Match amical                    |
| 31 mai 2012      | Kufstein Autriche               | Arménie - Grèce | 0-1   | Match amical                    |

#### Bilan
| Rang | Équipe  | Pts | J | G | N | P | Bp | Bc | Diff |
| ---- | ------- | --- | - | - | - | - | -- | -- | ---- |
| 1    | Grèce   | 10  | 4 | 3 | 1 | 0 | 4  | 0  | +4   |
| 2    | Arménie | 1   | 4 | 0 | 1 | 3 | 0  | 4  | -4   |

### Guatemala

#### Confrontations
Confrontations entre le Guatemala et l'Arménie :
| Date           | Lieu                   | Match               | Score | Compétition  |
| 9 janvier 2000 | Los Angeles États-Unis | Guatemala - Arménie | 1-7   | Match amical |

#### Bilan
| Rang | Équipe    | Pts | J | G | N | P | Bp | Bc | Diff |
| ---- | --------- | --- | - | - | - | - | -- | -- | ---- |
| 1    | Arménie   | 3   | 1 | 1 | 0 | 0 | 7  | 1  | +6   |
| 2    | Guatemala | 0   | 1 | 0 | 0 | 1 | 1  | 7  | -6   |

## H

### Hongrie

#### Confrontations
Confrontations entre la Hongrie et l'Arménie :
| Date            | Lieu          | Match             | Score | Compétition                     |
| 18 février 2004 | Paphos Chypre | Hongrie - Arménie | 2-0   | Match amical, Tournoi de Chypre |

#### Bilan
| Rang | Équipe  | Pts | J | G | N | P | Bp | Bc | Diff |
| ---- | ------- | --- | - | - | - | - | -- | -- | ---- |
| 1    | Hongrie | 3   | 1 | 1 | 0 | 0 | 2  | 0  | +2   |
| 2    | Arménie | 0   | 1 | 0 | 0 | 1 | 0  | 2  | -2   |

## I

### Iran

#### Confrontations
Confrontations entre l'Iran et l'Arménie :
| Date         | Lieu           | Match          | Score | Compétition  |
| 18 août 2010 | Erevan Arménie | Arménie - Iran | 1-3   | Match amical |

#### Bilan
| Rang | Équipe  | Pts | J | G | N | P | Bp | Bc | Diff |
| ---- | ------- | --- | - | - | - | - | -- | -- | ---- |
| 1    | Iran    | 3   | 1 | 1 | 0 | 0 | 3  | 1  | +2   |
| 2    | Arménie | 0   | 1 | 0 | 0 | 1 | 1  | 3  | -2   |

### République d'Irlande

#### Confrontations
Confrontations entre la république d'Irlande et l'Arménie :
| Date             | Lieu           | Match             | Score | Compétition                     |
| 3 septembre 2010 | Erevan Arménie | Arménie - Irlande | 0-1   | Qualifications pour l'Euro 2012 |
| 11 octobre 2011  | Dublin Irlande | Irlande - Arménie | 2-1   | Qualifications pour l'Euro 2012 |

#### Bilan
| Rang | Équipe               | Pts | J | G | N | P | Bp | Bc | Diff |
| ---- | -------------------- | --- | - | - | - | - | -- | -- | ---- |
| 1    | République d'Irlande | 6   | 2 | 2 | 0 | 0 | 3  | 1  | +2   |
| 2    | Arménie              | 0   | 2 | 0 | 0 | 2 | 1  | 3  | -2   |

### Irlande du Nord

#### Confrontations
Confrontations entre l'Irlande du Nord et l'Arménie :
| Date              | Lieu                    | Match                     | Score | Compétition                                |
| 5 octobre 1996    | Belfast Irlande du Nord | Irlande du Nord - Arménie | 1-1   | Qualifications pour la Coupe du monde 1998 |
| 30 avril 1997     | Erevan Arménie          | Arménie - Irlande du Nord | 0-0   | Qualifications pour la Coupe du monde 1998 |
| 29 mars 2003      | Erevan Arménie          | Arménie - Irlande du Nord | 1-0   | Qualifications pour l'Euro 2004            |
| 10 septembre 2003 | Belfast Irlande du Nord | Irlande du Nord - Arménie | 0-1   | Qualifications pour l'Euro 2004            |

#### Bilan
| Rang | Équipe          | Pts | J | G | N | P | Bp | Bc | Diff |
| ---- | --------------- | --- | - | - | - | - | -- | -- | ---- |
| 1    | Arménie         | 8   | 4 | 2 | 2 | 0 | 3  | 1  | +2   |
| 2    | Irlande du Nord | 2   | 4 | 0 | 2 | 2 | 1  | 3  | -2   |

### Islande

#### Confrontations
Confrontations entre l'Islande et l'Arménie :
| Date            | Lieu              | Match             | Score | Compétition                     |
| 10 octobre 1998 | Erevan Arménie    | Arménie - Islande | 0-0   | Qualifications pour l'Euro 2000 |
| 5 juin 1999     | Reykjavik Islande | Islande - Arménie | 2-0   | Qualifications pour l'Euro 2000 |
| 6 février 2008  | Ta' Qali Malte    | Islande - Arménie | 2-0   | Match amical, Tournoi de Malte  |

#### Bilan
| Rang | Équipe  | Pts | J | G | N | P | Bp | Bc | Diff |
| ---- | ------- | --- | - | - | - | - | -- | -- | ---- |
| 1    | Islande | 7   | 3 | 2 | 1 | 0 | 4  | 0  | +4   |
| 2    | Arménie | 1   | 3 | 0 | 1 | 2 | 0  | 4  | -4   |

### Israël

#### Confrontations
Confrontations entre Israël et l'Arménie :
| Date            | Lieu            | Match            | Score | Compétition  |
| 12 février 2003 | Tel Aviv Israël | Israël - Arménie | 2-0   | Match amical |

#### Bilan
| Rang | Équipe  | Pts | J | G | N | P | Bp | Bc | Diff |
| ---- | ------- | --- | - | - | - | - | -- | -- | ---- |
| 1    | Israël  | 3   | 1 | 1 | 0 | 0 | 2  | 0  | +2   |
| 2    | Arménie | 0   | 1 | 0 | 0 | 1 | 0  | 2  | -2   |

### Italie

#### Confrontations
Confrontations entre l'Italie et l'Arménie :
| Date            | Lieu           | Match            | Score | Compétition                                |
| 12 octobre 2012 | Erevan Arménie | Arménie - Italie | 1-3   | Qualifications pour la Coupe du monde 2014 |
| 15 octobre 2013 | Rome Italie    | Italie - Arménie | 2-2   | Qualifications pour la Coupe du monde 2014 |

#### Bilan
| Rang | Équipe  | Pts | J | G | N | P | Bp | Bc | Diff |
| ---- | ------- | --- | - | - | - | - | -- | -- | ---- |
| 1    | Italie  | 4   | 2 | 1 | 1 | 0 | 5  | 3  | +2   |
| 2    | Arménie | 1   | 2 | 0 | 1 | 1 | 3  | 5  | -2   |

## J

### Jordanie

#### Confrontations
Confrontations entre la Jordanie et l'Arménie :
| Date         | Lieu           | Match              | Score | Compétition  |
| 17 août 2005 | Amman Jordanie | Jordanie - Arménie | 0-0   | Match amical |

#### Bilan
| Rang  | Équipe   | Pts | J | G | N | P | Bp | Bc | Diff |
| ----- | -------- | --- | - | - | - | - | -- | -- | ---- |
| 1     | Arménie  | 1   | 1 | 0 | 1 | 0 | 0  | 0  | 0    |
| 1 ex. | Jordanie | 1   | 1 | 0 | 1 | 0 | 0  | 0  | 0    |

## K

### Kazakhstan

#### Confrontations
Confrontations entre le Kazakhstan et l'Arménie :
| Date             | Lieu              | Match                | Score | Compétition                     |
| 19 février 2004  | Paphos Chypre     | Arménie - Kazakhstan | 2-3   | Match amical, Tournoi de Chypre |
| 2 juin 2007      | Almaty Kazakhstan | Kazakhstan - Arménie | 1-2   | Qualifications pour l'Euro 2008 |
| 21 novembre 2007 | Erevan Arménie    | Arménie - Kazakhstan | 0-1   | Qualifications pour l'Euro 2008 |
| 26 mars 2008     | Pernis Pays-Bas   | Arménie - Kazakhstan | 1-0   | Match amical                    |
| 5 juin 2012      | Erevan Arménie    | Arménie - Kazakhstan | 3-0   | Match amical                    |

#### Bilan
| Rang | Équipe     | Pts | J | G | N | P | Bp | Bc | Diff |
| ---- | ---------- | --- | - | - | - | - | -- | -- | ---- |
| 1    | Arménie    | 9   | 5 | 3 | 0 | 2 | 8  | 5  | +3   |
| 2    | Kazakhstan | 6   | 5 | 2 | 0 | 3 | 5  | 8  | -3   |

### Koweït

#### Confrontations
Confrontations entre le Koweït et l'Arménie :
| Date         | Lieu                       | Match            | Score | Compétition  |
| 18 mars 2005 | Al Ain Émirats arabes unis | Koweït - Arménie | 3-1   | Match amical |

#### Bilan
| Rang | Équipe  | Pts | J | G | N | P | Bp | Bc | Diff |
| ---- | ------- | --- | - | - | - | - | -- | -- | ---- |
| 1    | Koweït  | 3   | 1 | 1 | 0 | 0 | 3  | 1  | +2   |
| 2    | Arménie | 0   | 1 | 0 | 0 | 1 | 1  | 3  | -2   |

## L

### Lettonie

#### Confrontations
Confrontations entre la Lettonie et l'Arménie :
| Date            | Lieu            | Match              | Score | Compétition  |
| 11 février 2009 | Limassol Chypre | Arménie - Lettonie | 0-0   | Match amical |

#### Bilan
| Rang  | Équipe   | Pts | J | G | N | P | Bp | Bc | Diff |
| ----- | -------- | --- | - | - | - | - | -- | -- | ---- |
| 1     | Arménie  | 1   | 1 | 0 | 1 | 0 | 0  | 0  | 0    |
| 1 ex. | Lettonie | 1   | 1 | 0 | 1 | 0 | 0  | 0  | 0    |

### Liban

#### Confrontations
Confrontations entre le Liban et l'Arménie :
| Date         | Lieu            | Match           | Score | Compétition  |
| 18 août 1998 | Abovian Arménie | Arménie - Liban | 1-0   | Match amical |

#### Bilan
| Rang | Équipe  | Pts | J | G | N | P | Bp | Bc | Diff |
| ---- | ------- | --- | - | - | - | - | -- | -- | ---- |
| 1    | Arménie | 3   | 1 | 1 | 0 | 0 | 1  | 0  | +1   |
| 2    | Liban   | 0   | 1 | 0 | 0 | 1 | 0  | 1  | -1   |

### Lituanie

#### Confrontations
Confrontations entre la Lituanie et l'Arménie :
| Date             | Lieu            | Match              | Score | Compétition  |
| 4 juin 2000      | Kaunas Lituanie | Lituanie - Arménie | 1-2   | Match amical |
| 10 août 2011     | Kaunas Lituanie | Lituanie - Arménie | 3-0   | Match amical |
| 14 novembre 2012 | Erevan Arménie  | Arménie - Lituanie | 4-2   | Match amical |

#### Bilan
| Rang | Équipe   | Pts | J | G | N | P | Bp | Bc | Diff |
| ---- | -------- | --- | - | - | - | - | -- | -- | ---- |
| 1    | Arménie  | 6   | 3 | 2 | 0 | 1 | 6  | 6  | 0    |
| 2    | Lituanie | 3   | 3 | 1 | 0 | 2 | 6  | 6  | 0    |

### Luxembourg

#### Confrontations
Confrontations entre le Luxembourg et l'Arménie :
| Date           | Lieu           | Match                | Score | Compétition  |
| 5 février 2013 | Valence France | Arménie - Luxembourg | 1-1   | Match amical |

#### Bilan
| Rang  | Équipe     | Pts | J | G | N | P | Bp | Bc | Diff |
| ----- | ---------- | --- | - | - | - | - | -- | -- | ---- |
| 1     | Arménie    | 1   | 1 | 0 | 1 | 0 | 1  | 1  | 0    |
| 1 ex. | Luxembourg | 1   | 1 | 0 | 1 | 0 | 1  | 1  | 0    |

## M

### République de Macédoine

#### Confrontations
Confrontations entre la république de Macédoine et l'Arménie :
| Date             | Lieu             | Match               | Score | Compétition                                |
| 10 mai 1995      | Abovian Arménie  | Arménie - Macédoine | 2-2   | Qualifications pour l'Euro 1996            |
| 6 septembre 1995 | Skopje Macédoine | Macédoine - Arménie | 1-2   | Qualifications pour l'Euro 1996            |
| 18 août 2004     | Skopje Macédoine | Macédoine - Arménie | 3-0   | Qualifications pour la Coupe du monde 2006 |
| 4 juin 2005      | Erevan Arménie   | Arménie - Macédoine | 1-2   | Qualifications pour la Coupe du monde 2006 |
| 7 septembre 2010 | Skopje Macédoine | Macédoine - Arménie | 2-2   | Qualifications pour l'Euro 2012            |
| 7 octobre 2011   | Erevan Arménie   | Arménie - Macédoine | 4-1   | Qualifications pour l'Euro 2012            |

#### Bilan
| Rang  | Équipe            | Pts | J | G | N | P | Bp | Bc | Diff |
| ----- | ----------------- | --- | - | - | - | - | -- | -- | ---- |
| 1     | Arménie           | 7   | 6 | 2 | 2 | 2 | 11 | 11 | 0    |
| 1 ex. | Macédoine du Nord | 7   | 6 | 2 | 2 | 2 | 11 | 11 | 0    |

### Malte

#### Confrontations
Confrontations entre Malte et l'Arménie :
| Date              | Lieu           | Match           | Score | Compétition                                |
| 16 juillet 1994   | Erevan Arménie | Arménie - Malte | 1-0   | Match amical                               |
| 12 septembre 2007 | Ta' Qali Malte | Malte - Arménie | 0-1   | Match amical                               |
| 2 février 2008    | Ta' Qali Malte | Malte - Arménie | 0-1   | Match amical, Tournoi de Malte             |
| 7 septembre 2012  | Ta' Qali Malte | Malte - Arménie | 0-1   | Qualifications pour la Coupe du monde 2014 |
| 7 juin 2013       | Erevan Arménie | Arménie - Malte | 0-1   | Qualifications pour la Coupe du monde 2014 |

#### Bilan
| Rang | Équipe  | Pts | J | G | N | P | Bp | Bc | Diff |
| ---- | ------- | --- | - | - | - | - | -- | -- | ---- |
| 1    | Arménie | 12  | 5 | 4 | 0 | 1 | 4  | 1  | +3   |
| 2    | Malte   | 3   | 5 | 1 | 0 | 4 | 1  | 4  | -3   |

### Maroc

#### Confrontations
Confrontations entre le Maroc et l'Arménie :
| Date            | Lieu             | Match           | Score | Compétition  |
| 17 janvier 1996 | Vitrolles France | Maroc - Arménie | 1-1   | Match amical |

#### Bilan
| Rang | Équipe  | Pts | J | G | N | P | Bp | Bc | Diff |
| ---- | ------- | --- | - | - | - | - | -- | -- | ---- |
| 1    | Maroc   | 1   | 1 | 1 | 0 | 0 | 6  | 0  | +6   |
| 2    | Arménie | 1   | 1 | 0 | 0 | 1 | 0  | 6  | -6   |

### Moldavie

#### Confrontations
Confrontations entre la Moldavie et l'Arménie :
| Date            | Lieu              | Match              | Score | Compétition                                                      |
| 14 octobre 1992 | Erevan Arménie    | Arménie - Moldavie | 0-0   | Match amical, 1er match de l'Histoire de la sélection Arménienne |
| 2 février 2000  | Larnaca Chypre    | Arménie - Moldavie | 2-1   | Match amical, Tournoi de Chypre                                  |
| 28 avril 2008   | Tiraspol Moldavie | Moldavie- Arménie  | 2-2   | Match amical                                                     |
| 12 août 2009    | Erevan Arménie    | Arménie - Moldavie | 1-4   | Match amical                                                     |

#### Bilan
| Rang  | Équipe   | Pts | J | G | N | P | Bp | Bc | Diff |
| ----- | -------- | --- | - | - | - | - | -- | -- | ---- |
| 1     | Arménie  | 5   | 4 | 1 | 2 | 1 | 5  | 7  | -2   |
| 1 ex. | Moldavie | 5   | 4 | 1 | 2 | 1 | 7  | 5  | +2   |

## N

### Norvège

#### Confrontations
Confrontations entre la Norvège et l'Arménie :
| Date             | Lieu           | Match             | Score | Compétition                                |
| 2 septembre 2000 | Oslo Norvège   | Norvège - Arménie | 0-0   | Qualifications pour la Coupe du monde 2002 |
| 6 octobre 2001   | Erevan Arménie | Arménie - Norvège | 1-4   | Qualifications pour la Coupe du monde 2002 |

#### Bilan
| Rang | Équipe  | Pts | J | G | N | P | Bp | Bc | Diff |
| ---- | ------- | --- | - | - | - | - | -- | -- | ---- |
| 1    | Norvège | 4   | 2 | 1 | 1 | 0 | 4  | 1  | +3   |
| 2    | Arménie | 1   | 2 | 0 | 1 | 1 | 1  | 4  | -3   |

## O

### Ouzbékistan

#### Confrontations
Confrontations entre l'Ouzbékistan et l'Arménie :
| Date            | Lieu               | Match                 | Score | Compétition  |
| 12 février 2001 | Albena Ouzbékistan | Ouzbékistan - Arménie | 0-2   | Match amical |
| 25 mai 2010     | Erevan Arménie     | Arménie - Ouzbékistan | 3-1   | Match amical |

#### Bilan
| Rang | Équipe      | Pts | J | G | N | P | Bp | Bc | Diff |
| ---- | ----------- | --- | - | - | - | - | -- | -- | ---- |
| 1    | Arménie     | 6   | 2 | 2 | 0 | 0 | 5  | 1  | +4   |
| 2    | Ouzbékistan | 0   | 2 | 0 | 0 | 2 | 1  | 5  | -4   |

## P

### Panama

#### Confrontations
Confrontations entre le Panama et l'Arménie :
| Date            | Lieu                     | Match              | Score | Compétition  |
| 14 janvier 2007 | Monterey Park États-Unis | Paraguay - Arménie | 1-1   | Match amical |

#### Bilan
| Rang  | Équipe  | Pts | J | G | N | P | Bp | Bc | Diff |
| ----- | ------- | --- | - | - | - | - | -- | -- | ---- |
| 1     | Arménie | 1   | 1 | 0 | 1 | 0 | 1  | 1  | 0    |
| 1 ex. | Panama  | 1   | 1 | 0 | 1 | 0 | 1  | 1  | 0    |

### Paraguay

#### Confrontations
Confrontations entre le Paraguay et l'Arménie :
| Date           | Lieu              | Match              | Score | Compétition  |
| 25 juin 1996   | Asuncion Paraguay | Paraguay - Arménie | 1-2   | Match amical |
| 6 janvier 1997 | Asuncion Paraguay | Paraguay - Arménie | 2-0   | Match amical |

#### Bilan
| Rang  | Équipe   | Pts | J | G | N | P | Bp | Bc | Diff |
| ----- | -------- | --- | - | - | - | - | -- | -- | ---- |
| 1     | Arménie  | 3   | 2 | 1 | 0 | 1 | 2  | 3  | -1   |
| 1 ex. | Paraguay | 3   | 2 | 1 | 0 | 1 | 3  | 2  | +1   |

### Pays-Bas

#### Confrontations
Confrontations entre les Pays-Bas et l'Arménie :
| Date             | Lieu               | Match              | Score | Compétition                                |
| 30 mars 2005     | Eindhoven Pays-Bas | Pays-Bas - Arménie | 2-0   | Qualifications pour la Coupe du monde 2006 |
| 3 septembre 2005 | Erevan Arménie     | Arménie - Pays-Bas | 0-1   | Qualifications pour la Coupe du monde 2006 |

#### Bilan
| Rang | Équipe   | Pts | J | G | N | P | Bp | Bc | Diff |
| ---- | -------- | --- | - | - | - | - | -- | -- | ---- |
| 1    | Pays-Bas | 6   | 2 | 2 | 0 | 0 | 3  | 0  | +3   |
| 2    | Arménie  | 0   | 2 | 0 | 0 | 2 | 0  | 3  | -3   |

### Pays de Galles

#### Confrontations
Confrontations entre le pays de Galles et l'Arménie :
| Date               | Lieu                   | Match                    | Score | Compétition                                |
| 24 mars 2001       | Erevan Arménie         | Arménie - pays de Galles | 2-2   | Qualifications pour la Coupe du monde 2002 |
| 1er septembre 2001 | Cardiff Pays de Galles | pays de Galles - Arménie | 0-0   | Qualifications pour la Coupe du monde 2002 |

#### Bilan
| Rang  | Équipe         | Pts | J | G | N | P | Bp | Bc | Diff |
| ----- | -------------- | --- | - | - | - | - | -- | -- | ---- |
| 1     | Arménie        | 2   | 2 | 0 | 2 | 0 | 2  | 2  | 0    |
| 1 ex. | Pays de Galles | 2   | 2 | 0 | 2 | 0 | 2  | 2  | 0    |

### Pérou

#### Confrontations
Confrontations entre le Pérou et l'Arménie :
| Date         | Lieu       | Match           | Score | Compétition  |
| 20 juin 1996 | Lima Pérou | Pérou - Arménie | 4-0   | Match amical |

#### Bilan
| Rang | Équipe  | Pts | J | G | N | P | Bp | Bc | Diff |
| ---- | ------- | --- | - | - | - | - | -- | -- | ---- |
| 1    | Pérou   | 3   | 1 | 1 | 0 | 0 | 4  | 0  | +4   |
| 2    | Arménie | 0   | 1 | 0 | 0 | 1 | 0  | 4  | -4   |

### Pologne

#### Confrontations
Confrontations entre la Pologne et l'Arménie : 
| Date         | Lieu             | Match             | Score | Compétition                                |
| 3 mars 1999  | Varsovie Pologne | Pologne - Arménie | 1-0   | Match amical                               |
| 28 mars 2001 | Varsovie Pologne | Pologne - Arménie | 4-0   | Qualifications pour la Coupe du monde 2002 |
| 6 juin 2001  | Erevan Arménie   | Arménie - Pologne | 1-1   | Qualifications pour la Coupe du monde 2002 |
| 28 mars 2007 | Varsovie Pologne | Pologne - Arménie | 1-0   | Qualifications pour l'Euro 2008            |
| 7 juin 2007  | Erevan Arménie   | Arménie - Pologne | 1-0   | Qualifications pour l'Euro 2008            |

#### Bilan
| Rang | Équipe  | Pts | J | G | N | P | Bp | Bc | Diff |
| ---- | ------- | --- | - | - | - | - | -- | -- | ---- |
| 1    | Pologne | 10  | 5 | 3 | 1 | 1 | 7  | 2  | +5   |
| 2    | Arménie | 4   | 5 | 1 | 1 | 3 | 2  | 7  | -5   |

### Portugal

#### Confrontations
Confrontations entre le Portugal et l'Arménie :
| Date             | Lieu             | Match              | Score | Compétition                                |
| 31 août 1996     | Erevan Arménie   | Arménie - Portugal | 0-0   | Qualifications pour la Coupe du monde 1998 |
| 20 août 1997     | Setúbal Portugal | Portugal - Arménie | 3-1   | Qualifications pour la Coupe du monde 1998 |
| 22 août 2007     | Erevan Arménie   | Arménie - Portugal | 1-1   | Qualifications pour l'Euro 2008            |
| 17 novembre 2007 | Leiria Portugal  | Portugal - Arménie | 1-0   | Qualifications pour l'Euro 2008            |

#### Bilan
| Rang | Équipe   | Pts | J | G | N | P | Bp | Bc | Diff |
| ---- | -------- | --- | - | - | - | - | -- | -- | ---- |
| 1    | Portugal | 8   | 4 | 2 | 2 | 0 | 5  | 2  | +3   |
| 2    | Arménie  | 2   | 4 | 0 | 2 | 2 | 2  | 5  | -3   |

## R

### Roumanie

#### Confrontations
Confrontations entre la Roumanie et l'Arménie :
| Date             | Lieu               | Match              | Score | Compétition                                |
| 17 novembre 2004 | Erevan Arménie     | Arménie - Roumanie | 1-1   | Qualifications pour la Coupe du monde 2006 |
| 8 juin 2005      | Constanța Roumanie | Roumanie - Arménie | 3-0   | Qualifications pour la Coupe du monde 2006 |
| 28 février 2006  | Nicosie Chypre     | Roumanie - Arménie | 2-0   | Match amical, Tournoi de Chypre            |

#### Bilan
| Rang | Équipe   | Pts | J | G | N | P | Bp | Bc | Diff |
| ---- | -------- | --- | - | - | - | - | -- | -- | ---- |
| 1    | Roumanie | 7   | 3 | 2 | 1 | 0 | 6  | 1  | +5   |
| 2    | Arménie  | 1   | 3 | 0 | 1 | 2 | 1  | 6  | -5   |

### Russie

#### Confrontations
Confrontations entre la Russie et l'Arménie :
| Date             | Lieu                     | Match            | Score | Compétition                     |
| 27 mars 1999     | Erevan Arménie           | Arménie - Russie | 0-3   | Qualifications pour l'Euro 2000 |
| 4 septembre 1999 | Moscou Russie            | Russie - Arménie | 2-0   | Qualifications pour l'Euro 2000 |
| 26 mars 2011     | Erevan Arménie           | Arménie - Russie | 0-0   | Qualifications pour l'Euro 2012 |
| 4 juin 2011      | Saint-Pétersbourg Russie | Russie - Arménie | 3-1   | Qualifications pour l'Euro 2012 |

#### Bilan
| Rang | Équipe  | Pts | J | G | N | P | Bp | Bc | Diff |
| ---- | ------- | --- | - | - | - | - | -- | -- | ---- |
| 1    | Russie  | 10  | 4 | 3 | 1 | 0 | 8  | 1  | +7   |
| 2    | Arménie | 1   | 4 | 0 | 1 | 3 | 1  | 8  | -7   |

## S

### Saint-Christophe-et-Niévès

#### Confrontations
Confrontations entre la Saint-Christophe-et-Niévès et l'Arménie :
| Date        | Lieu           | Match                                | Score | Compétition  |
| 4 juin 2017 | Erevan Arménie | Arménie - Saint-Christophe-et-Niévès | 5-0   | Match amical |

#### Bilan
| Rang | Équipe                     | Pts | J | G | N | P | Bp | Bc | Diff |
| ---- | -------------------------- | --- | - | - | - | - | -- | -- | ---- |
| 1    | Arménie                    | 3   | 1 | 1 | 0 | 0 | 5  | 0  | +5   |
| 2    | Saint-Christophe-et-Niévès | 0   | 1 | 0 | 0 | 1 | 0  | 5  | -5   |

### Serbie

#### Confrontations
Confrontations entre la Serbie et l'Arménie :
| Date            | Lieu            | Match            | Score | Compétition                     |
| 11 octobre 2006 | Belgrade Serbie | Serbie - Arménie | 3-0   | Qualifications pour l'Euro 2008 |
| 13 octobre 2007 | Erevan Arménie  | Arménie - Serbie | 0-0   | Qualifications pour l'Euro 2008 |
| 28 février 2012 | Limassol Chypre | Arménie - Serbie | 0-2   | Match amical, Tournoi de Chypre |

#### Bilan
| Rang | Équipe  | Pts | J | G | N | P | Bp | Bc | Diff |
| ---- | ------- | --- | - | - | - | - | -- | -- | ---- |
| 1    | Serbie  | 7   | 3 | 2 | 1 | 0 | 5  | 0  | +5   |
| 2    | Arménie | 1   | 3 | 0 | 1 | 2 | 0  | 5  | -5   |

### Slovaquie

#### Confrontations
Confrontations entre la Slovaquie et l'Arménie :
| Date             | Lieu            | Match               | Score | Compétition                     |
| 8 octobre 2010   | Erevan Arménie  | Arménie - Slovaquie | 3-1   | Qualifications pour l'Euro 2012 |
| 6 septembre 2011 | Žilina Slovénie | Slovaquie - Arménie | 0-4   | Qualifications pour l'Euro 2012 |

#### Bilan
| Rang | Équipe   | Pts | J | G | N | P | Bp | Bc | Diff |
| ---- | -------- | --- | - | - | - | - | -- | -- | ---- |
| 1    | Arménie  | 6   | 2 | 2 | 0 | 0 | 7  | 1  | +6   |
| 2    | Slovénie | 0   | 2 | 0 | 0 | 2 | 1  | 7  | -6   |

## T

### République tchèque

#### Confrontations
Confrontations entre la République tchèque et l'Arménie :
| Date             | Lieu             | Match                        | Score | Compétition                                |
| 13 octobre 2004  | Erevan Arménie   | Arménie - République tchèque | 0-3   | Qualifications pour la Coupe du monde 2006 |
| 7 septembre 2005 | Olomouc Tchéquie | République tchèque - Arménie | 4-1   | Qualifications pour la Coupe du monde 2006 |
| 26 mars 2013     | Erevan Arménie   | Arménie - République tchèque | 0-3   | Qualifications pour la Coupe du monde 2014 |
| 6 septembre 2013 | Prague Tchéquie  | République tchèque - Arménie | 1-2   | Qualifications pour la Coupe du monde 2014 |

#### Bilan
| Rang | Équipe   | Pts | J | G | N | P | Bp | Bc | Diff |
| ---- | -------- | --- | - | - | - | - | -- | -- | ---- |
| 1    | Tchéquie | 9   | 4 | 3 | 0 | 1 | 11 | 3  | +8   |
| 2    | Arménie  | 3   | 4 | 1 | 0 | 3 | 3  | 11 | -8   |

### Turkménistan

#### Confrontations
Confrontations entre le Turkménistan et l'Arménie :
| Date          | Lieu           | Match                  | Score | Compétition  |
| 28 avril 2004 | Erevan Arménie | Arménie - Turkménistan | 1-0   | Match amical |

#### Bilan
| Rang | Équipe       | Pts | J | G | N | P | Bp | Bc | Diff |
| ---- | ------------ | --- | - | - | - | - | -- | -- | ---- |
| 1    | Arménie      | 3   | 1 | 1 | 0 | 0 | 1  | 0  | +1   |
| 2    | Turkménistan | 0   | 1 | 0 | 0 | 1 | 0  | 1  | -1   |

### Turquie

#### Confrontations
Confrontations entre la Turquie et l'Arménie :
| Date             | Lieu           | Match             | Score | Compétition                                |
| 6 septembre 2008 | Erevan Arménie | Arménie - Turquie | 0-2   | Qualifications pour la Coupe du monde 2010 |
| 14 octobre 2009  | Bursa Turquie  | Turquie - Arménie | 2-0   | Qualifications pour la Coupe du monde 2010 |

#### Bilan
| Rang | Équipe  | Pts | J | G | N | P | Bp | Bc | Diff |
| ---- | ------- | --- | - | - | - | - | -- | -- | ---- |
| 1    | Turquie | 9   | 3 | 2 | 0 | 0 | 6  | 0  | +6   |
| 2    | Arménie | 0   | 3 | 0 | 0 | 2 | 0  | 5  | -5   |

## U

### Ukraine

#### Confrontations
Confrontations entre l'Ukraine et l'Arménie :
| Date             | Lieu           | Match             | Score | Compétition                                |
| 7 mai 1997       | Kiev Ukraine   | Ukraine - Arménie | 1-1   | Qualifications pour la Coupe du monde 1998 |
| 11 octobre 1997  | Erevan Arménie | Arménie - Ukraine | 0-2   | Qualifications pour la Coupe du monde 1998 |
| 14 octobre 1998  | Kiev Ukraine   | Ukraine - Arménie | 2-0   | Qualifications pour l'Euro 2000            |
| 9 juin 1999      | Erevan Arménie | Arménie - Ukraine | 0-0   | Qualifications pour l'Euro 2000            |
| 7 octobre 2000   | Erevan Arménie | Arménie - Ukraine | 2-3   | Qualifications pour la Coupe du monde 2002 |
| 5 septembre 2001 | Lviv Ukraine   | Ukraine - Arménie | 3-0   | Qualifications pour la Coupe du monde 2002 |
| 7 septembre 2002 | Erevan Arménie | Arménie - Ukraine | 2-2   | Qualifications pour l'Euro 2004            |
| 7 juin 2003      | Lviv Ukraine   | Ukraine - Arménie | 4-3   | Qualifications pour l'Euro 2004            |

#### Bilan
| Rang | Équipe  | Pts | J | G | N | P | Bp | Bc | Diff |
| ---- | ------- | --- | - | - | - | - | -- | -- | ---- |
| 1    | Ukraine | 18  | 8 | 5 | 3 | 0 | 17 | 8  | +9   |
| 2    | Arménie | 3   | 8 | 0 | 3 | 5 | 8  | 17 | -9   |